# 감각정원

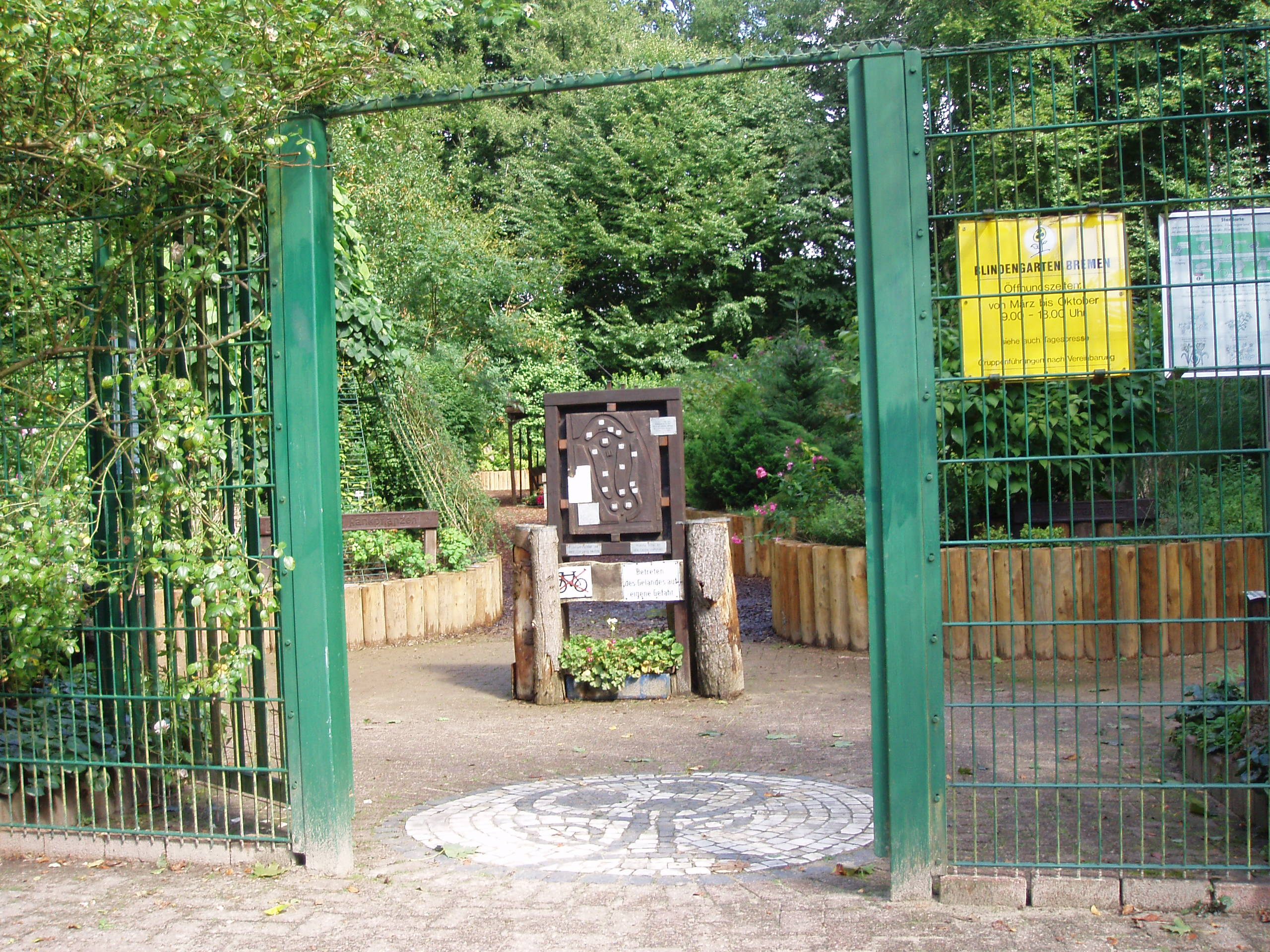
브레멘 감각정원 입구. 눕스파크(Knoops Park)의 'Blindengarten'은 시각 장애가 있는 사람들이 도움 없이 정원 주변을 탐색하고 그 특징을 경험할 수 있도록 설계되었다.

감각정원(sensory garden)은 방문객이 다양한 감각 체험을 즐길 수 있는 독립형 정원 공간이다. 감각정원은 사용자가 일반적으로 접할 수 없는 방식으로 개별적으로나 복합적으로 감각을 자극할 수 있는 기회를 제공하도록 설계되었다.
감각정원은 다양한 교육 및 레크리에이션 용도로 활용된다. 자폐증을 포함한 특별한 도움이 필요한 학생의 교육에 사용될 수 있다. 원예 치료의 한 형태로서 치매 환자를 돌보는 데 도움이 되는 치료 정원 역할을 할 수 있다.
감각정원은 장애인과 비장애인 모두가 접근하고 즐길 수 있는 방식으로 설계될 수 있다. 예를 들어, 감각 정원에는 향기가 나는 식용 식물, 조각품 및 조각된 난간, 손으로 소리를 내고 놀 수 있도록 설계된 물 장치, 질감이 있는 터치 패드, 돋보기 스크린, 점자 및 오디오 유도 루프 설명 등 장애인이 접근할 수 있는 기능이 포함될 수 있다. 사용자 그룹에 따라 다른 조항은 소리와 음악을 보다 중앙에 통합하여 어린 사용자의 놀이 요구 사항과 감각적 요구 사항을 결합할 수 있다.
많은 감각 정원은 다양한 감각에 대한 경험을 제공하는 데 전념한다. 향기를 전문으로 하는 정원은 향기로운 정원이라고도 하며, 음악/소리를 전문으로 하는 정원은 장비를 두 배로 늘려 전략적 발달, 학습 및 교육 성과를 위한 향상된 기회를 제공하는 건강한 정원이다.
감각 정원은 일반적으로 휠체어 접근을 허용하고 기타 접근성 문제를 충족할 수 있는 향상된 인프라를 갖추고 있다. 디자인과 레이아웃은 감각을 통한 자극적인 여행을 제공하고 인식을 높이며 긍정적인 학습 경험을 제공한다.

## 같이 보기
- 정원 종류